# Cifrado de disco
El cifrado de disco es una tecnología que protege la información convirtiéndola en código ilegible que no puede ser descifrado fácilmente por personas sin autorización. El cifrado de disco utiliza un software o un hardware de encriptación para cifrar cada bit de información que va en un disco o en volumen de disco. El cifrado de disco evita el acceso no autorizado a información almacenada.
Expresiones como cifrado de disco llena (FDE) o cifrado de disco completa generalmente significan que todo en el disco está encriptado - incluyendo los programas que pueden cifrar  particiones de sistemas operativos de arranque – sin embargo, cuando se separa el disco no necesariamente está cifrado. En los sistemas que usan un registro de inicio maestro (MBR), parte del disco permanece sin cifrar. Algunos sistemas de cifrado de disco completos basados en hardware pueden cifrar un disco de arranque, incluyendo el MBR.

## Cifrado transparente
El cifrado transparente, también conocido como cifrado en tiempo real y cifrado al momento (OTFE), es un método usado por algunos programas de cifrado de discos. "Transparente" se refiere al hecho de que los datos son automáticamente cifrados o descifrados al mismo tiempo que son cargados o guardados.
Con el cifrado transparente, los archivos se vuelven accesibles inmediatamente después de que se da una  llave, y el volumen completo es generalmente montado si existe un controlador físico, haciendo los archivos tan accesibles como cualquier otro que esté desencriptado. Ningún dato que esté almacenado en un volumen cifrado puede ser leído (descifrado) sin usar contraseña/archivo clave  o clave de cifrado. Todo el sistema de archivos que no posea un volumen esta cifrado (incluyendo nombres de archivos, nombres de carpeta, contenidos y otros meta-datos).
Para ser transparente hacia el usuario final, el cifrado transparente requiere el uso de un manejador de dispositivos que sea capaz de cifrar procesos. Aunque el administrador accede a los permisos, normalmente estos son requeridos para instalar algunos manejadores, los volúmenes encriptados generalmente pueden ser usados por usuarios comunes sin tener esos permisos.
En general, cada método en donde los datos se cifren de manera transparente durante la escritura y se descifren durante la lectura puede ser llamado cifrado transparente.

## Cifrado de disco vs. Cifrado a nivel de archivos del sistema
El cifrado de disco no remplaza el cifrado de archivos en ninguna situación. El cifrado de discos algunas veces es usado en conjunto con el cifrado a nivel de archivos del sistema con la intención de proveer más ejecuciones seguras. Desde que el cifrado de disco usa la misma clave para cifrar el volumen entero, todos los datos pueden ser descifrables cuando corre el sistema. Sin embargo, algunas soluciones en el cifrado de discos usan múltiples claves para cifrar diferentes partes. Si un atacante adquiere el acceso a una computadora en tiempo de ejecución, también tendrá acceso a todos los archivos. En cambio, archivos comunes y carpetas cifradas permiten diferentes claves para diferentes partes del disco. Así, un atacante no puede extraer información de archivos y carpetas aún cifradas.
A diferencia del cifrado de disco, el cifrado a nivel de archivos del sistema generalmente no cifra metadatos de archivos, tales como la estructura de directorios, nombres de archivos, modificación de marcas de tiempo o tamaños.

## Cifrado de disco y Módulo de plataforma confiable
Un módulo de plataforma confiable (TPM)  es un procesador criptográfico seguro localizado en la tarjeta madre que puede ser usado para autenticar un hardware.  Dado que cada chip TPM es único para cada dispositivo en particular, es capaz de realizar la autenticación de plataforma. Puede ser utilizado para verificar que el sistema de búsqueda de acceso sea el esperado.
Un número limitado de soluciones en cifrado de disco tienen soporte para TPM. Estas implementaciones pueden envolver la clave de descifrado utilizando el TPM, vinculando así la unidad de disco duro (HDD) con un dispositivo en particular. Si el disco duro se elimina de ese dispositivo y se coloca en otro, el proceso de descifrado fallará. La recuperación es posible con la contraseña de descifrado o con un token.
Aunque esto tiene la ventaja de que el disco no se puede quitar desde el dispositivo, podría crear un punto de fallo en el cifrado. Por ejemplo, si algo le pasa a la TPM o a la placa, el usuario no podría acceder a los datos conectando la unidad de disco duro a otro equipo, a menos que el usuario tenga una clave de recuperación independiente.

## Aplicaciones
Hay varias herramientas disponibles en el mercado que permiten el cifrado de discos. Sin embargo, varían en gran medida en características y seguridad. Se dividen en tres categorías principales: basado en Software, hardware basado en localización de dispositivos de almacenamiento, y hardware basado en otras partes (como el CPU o el adaptador de host) . Al cifrado de hardware basado en localización de dispositivos de almacenamiento se le puede llamar también unidades de autocifrado y no tiene ningún impacto en el rendimiento. Además, la clave de cifrado de medios nunca sale de su dispositivo y por lo tanto no se encuentra disponible para los virus del sistema operativo.
El controlador Opal del grupo Trusted Computing Group provee la normalización aceptada por industrias para auto-cifrar unidades de discos. El hardware externo es considerablemente más rápido que las soluciones basadas en software aunque las versiones de CPU todavía pueden tener un impacto en el rendimiento, y las claves de cifrado de los medios de comunicación no están muy bien protegidas.
Todas las respuestas para la unidad de arranque requieren un componente de autenticación pre-arranque que está disponible para todo tipo de respuestas de varios proveedores. Es importante en todos los casos que las credenciales de autenticación sean una importante debilidad potencial ya que la criptografía simétrica generalmente es fuerte.

## Mecanismo para la recuperación de contraseñas/información
Los mecanismos de recuperación segura son esenciales para el uso de las soluciones de cifrado a gran escala en una empresa. La solución debe proporcionar una manera fácil, pero segura de recuperar contraseñas (información más importante) en caso de que el usuario deje la empresa sin previo aviso u olvide la contraseña.

### Mecanismo para la recuperación de contraseñas desafío/respuesta
El mecanismo para la recuperación de contraseñas desafío/respuesta le permite a la contraseña ser recuperada de una manera segura. Es brindada por un número limitado de soluciones de disco cifradas.
Algunos beneficios en la recuperación de contraseñas desafío/respuesta son:
1. No hay necesidad de que el usuario lleve un disco con clave de cifrado.
2. Ningún dato secreto se intercambia durante el proceso de recuperación.
3. No hay información que pueda ser rastreada.
4. No requiere una conexión de red, es decir, funciona para los usuarios que se encuentran en una ubicación remota.

### Mecanismo para la recuperación de contraseña Información para Recuperación de Emergencia (ERI)
Un archivo de Información para Recuperación de Emergencia (ERI) ofrece una alternativa para la recuperación si un mecanismo desafío/respuesta no es viable por el costo de ayuda para las compañías pequeñas o por la implementación complicada.
Algunos beneficios en los archivos de recuperación ERI son:
1. Pequeñas compañías pueden usarla sin presentar dificultades de implementación
2. Ningún dato secreto se intercambia durante el proceso de recuperación.
3. No hay información que pueda ser rastreada.
4. No requiere una conexión de red, es decir, funciona para los usuarios que se encuentran en una ubicación remota.

## Asuntos de seguridad
La mayoría de los esquemas de cifrado completo son vulnerables a un ataque de arranque en frío, por lo que las llaves de cifrado pueden ser robadas de una computadora que ejecute algún sistema operativo por medio de arranque en frío, para después vaciar el contenido de la memoria antes de que la información desaparezca. El ataque se basa en la persistencia de datos característica de la memoria, por lo que los bits pueden tardar varios minutos en degradarse después de que el control se ha eliminado. Even a Trusted Platform Module (TPM) is not effective against the attack, as the operating system needs to hold the decryption keys in memory in order to access the disk.
Todos los programas basados en el cifrado del sistema son vulnerables a varios ataques de canal lateral tales como el criptoanálisis acústico y las claves de acceso a hardware.
En contraste, los controladores de auto-cifrado no son vulnerables a ataques de este tipo pues las claves de cifrado en hardware nunca se dejan en el controlador de discos.

## Completo cifrado de disco

### Beneficios
El completo cifrado de disco tiene varias ventajas en comparación con el archivo normal o el cifrado de carpetas, también llamadas bóvedas encriptadas. Los siguientes son algunos de los beneficios de cifrado de disco:
1. Casi todo, incluyendo el espacio de intercambio y los archivos temporales, son cifrados. Cifrar esos archivos es importante, tanto que ellos pueden revelar datos confidenciales importantes. Con la elaboración del software, el código bootstrapping no puede ser cifrado de ninguna manera. (Por ejemplo, el programa de cifrado BitLocker deja un volumen descifrado para arrancar, mientras el sistema operativo contenido en este se encuentra completamente cifrado.)

1. Con el completo cifrado de disco, la decisión de cuales archivos individuales se cifran no se deja a criterio de los usuarios. Esto es importante en las situaciones donde los usuarios puedan rechazar u olvidar el cifrar archivos confidenciales.

1. Destrucción de datos inmediata, por ejemplo, la destrucción de claves criptográficas hace que los datos sean inservibles. Sin embargo, si la seguridad hacia ataques futuros es una preocupación, se recomienda una depuración o destrucción física.

### El problema de la clave de arranque
Una de las cuestiones a tratar en el completo cifrado de disco es que los bloques donde se almacena el sistema operativo deben ser descifrados antes de que este pueda arrancar, lo que significa que la clave tiene que estar disponible antes de que se despliegue la interfaz que pide una contraseña . La mayoría de las soluciones de cifrado completo utilizan autenticación pre-arranque mediante la carga de un sistema operativo pequeño y de alta seguridad, el cual está bloqueado y hace frente a las variables del sistema para comprobar la integridad del núcleo de pre-arranqué. Algunas aplicaciones como el programa de cifrado BitLocker pueden hacer uso del hardware Trusted Platform Module para asegurar la integridad en el entorno de arranque, y de ese modo frustrar ataques que eligen como blanco el cargador de arranque mediante la sustitución este por una versión modificada. Esto asegura que la autenticación pueda estar en un ambiente controlado, sin la posibilidad de que un bootkit sea utilizado para atacar el descifrado pre-arranque.
Con un ambiente de autenticación pre-arranque, la clave usada para encriptar los datos no se descifra hasta que una clave externa se ingrese al sistema.
Soluciones para el almacenamiento de claves externas incluyen:
- Nombre de usuario/contraseña
- Uso de una smartcard junto con un PIN
- Uso del método de autenticación biométrica tal como la huella dactilar
- Uso de un dongle para almacenar la clave, asumiendo que el usuario no le permitirá al dongle tomarla de algún lugar de la computadora o del lugar donde fue cifrada
- Uso de un controlador con tiempo de arranque que pueda preguntar por la contraseña del usuario
- Uso de un intercambio de red para recuperar la contraseña, a través de un PXE de arranque
- Uso de la TPM para almacenar la clave de descifrado, previniendo así el acceso sin permiso de la clave de descifrado o de la subversión del cargador de arranque
- Uso de una combinación anterior

Todas estas posibilidades tienen grados de variación en seguridad; sin embargo, la mayoría son mejores que un disco descifrado.

## Otras lecturas
- Casey, Eoghan; Stellatos, Gerasimos J. (2008). «The impact of full disk encryption on digital forensics». Operating Systems Review 42 (3): 93-98. doi:10.1145/1368506.1368519.